# Bertil Ekholtz
Bertil Ekholtz, född 19 december 1915 i Umeå, död 1 maj 2013, var en svensk fotograf. Han var son till Nanna och Tor Ekholtz, som flyttade till Umeå på 1910-talet och startade firma Ekholtz ateljé och fotograferade porträtt långt in på 1960-talet.
Bertil Ekholtz började redan som ung, på 1930-talet, som porträttfotograf och fortsatte med landskapsmotiv och uppdragsfotografering åt skogsindustrin, bland annat åt Bowaters, Mo & Domsjö och SCA – bilder som med tiden fått ett dokumentärt värde. Han dokumenterade också flera stora kraftverksbyggen och verksamheter inom gruvindustrin.
Mest har han gjort sig känd för sina många stadsmotiv från hemstaden Umeå, som kommit att bli en dokumentation över stadens utveckling från 1930-talet fram till slutet av 1990-talet då han lade kameran på hyllan. 
Ekholtz tilldelades 1981 Umeå kommuns kulturstipendium, Minervabelöningen . Hans bilder visas fortfarande ofta på Bildmuseet i Umeå och på Västerbottens museum, dit han donerat sin stora fotosamling om mer än 50 000 negativ. 

## Böcker i urval
- 1991 139 bilder av Bertil Ekholtz (Utgiven av Västerbottens museum)
- 2002 Umeå genom Bertil Ekholtz kameraöga (Utgiven av Västerbottens museum)